# Holocentropus cavus
Holocentropus cavus là một loài Trichoptera hóa thạch trong họ Polycentropodidae.